# Just the Way You Are (canção de Bruno Mars)
"Just the Way You Are" é o single de estreia do cantor e compositor norte-americano Bruno Mars, extraído de seu álbum de estreia, Doo-Wops & Hooligans. Composto pelo próprio cantor em parceria com Philip Lawrence, Ari Levine, Khalil Walton e Khari Cain, "Just the Way You Are" conta com a produção do trio The Smeezingtons e do produtor Needlz. Estreou na primeira posição da Billboard Hot 100, tendo permanecido nesta posição por quatro semanas consecutivas. Bem recebido tanto pelo público como pela crítica, alcançou o 1o lugar em diversos países ao redor do globo, incluindo o da Global Track Chart, figurando como uma das músicas de maior sucesso no mundo no ano de 2010, sendo também uma das mais baixadas desse ano. O videoclipe da canção foi lançado em 8 de setembro de 2010 e foi dirigido por Ethan Lader.
O remix oficial da canção, que conta com a participação do rapper Lupe Fiasco, está incluída na edição deluxe de Doo-Wops & Hooligans, lançado nos EUA em 5 de outubro de 2010.
Em 13 de fevereiro de 2011, na entrega do Grammy Awards, "Just the Way You Are" venceu na categoria de "Melhor Performance Vocal Pop Masculina".

## Antecedentes
A canção foi escrita por The Smeezingtons, Walton Khalil, e Needlz. Bruno disse da canção, Levei meses para chegar a Just the Way You Are. Eu não estava pensando em nada de profundo ou poético. Eu estava contando uma história. Prepare-se para se apaixonar .Ele acrescentou dizendo: Eu sou um grande fã de músicas como You Are So Beautiful de Joe Cocker e Wonderful Tonight de Eric Clapton. Canções que vão direto ao ponto você sabe, não há nenhuma mente boggling letras ou reviravoltas na história, eles só vêm diretamente do coração. Tinha um coro enorme, uma melodia instantaneamente memorável e lírico, e foi uma transição natural das canções de B.o.B e Travie McCoy. Além disso não soa como qualquer outra canção no rádio. Tinha tudo que eu poderia querer em um primeiro single.

## Recepção

### Crítica
A canção tem sido bem recebido pelos críticos de música. Nick Levine da Digital Spy deu a canção quatro de cinco estrelas e descreveu-a como uma balada ao piano e comparou-o Empire State of Mind de Alicia Keys com Jay-Z. Em sua revisão para Billboard, Megan Vick escreveu: Mais de um piano breezy e vagamente breakbeat hip-hop, Mars professa seu amor por uma menina bonita que ocupa seus sonhos, as de letras Mars concentra-se em visar a tornar os ouvintes do sexo feminino. Com seu pulso firme e dançante e coro singalong, Mars criou um congestionamento de sentir-se bem que deve estabelecê-lo como um concorrente solo em seu próprio direito. Nima Baniamer de Contactmusic.com sentiu que não há nada sobre o single que faz com que Bruno Mars se destaque de todos os artistas R&B outros dominando as paradas no momento e disse:" A música nunca constrói a qualquer clímax e ele simplesmente cai um pouco plana, cruzando muito brega e cafona.

### Desempenho Gráfico
A música alcançou o topo da Billboard Hot 100 em 02 de outubro de 2010, encerrando o reinado de duas semanas de Teenage Dream de Katy Perry. No final de Dezembro de 2010, a música tinha vendido mais de 3.280.000 cópias digitais só nos Estados Unidos e em março de 2011, já vendeu mais de 4.000.000 downloads. A canção passou um total de 48 semanas na Billboard Hot 100. Em 26 de setembro de 2010, tornou-se número um no Reino Unido, em 24 de outubro de 2010 com as de vendas de 116.000 cópias, tornando-se o primeira canção a deixarem os três primeiros antes de se recuperar para o primeiro lugar. Vendeu 766 mil cópias em 2010, tornando-se o terceiro maior vendedor do ano. Em 02 de janeiro de 2011 foi revelado que a música é a nona canção mais baixada de todos os tempos no Reino Unido. No dia 2 de agosto de 2011 do Just the Way You Are alcançõu a 108 milhões de vendas no Reino Unido, levou 43 semanas para chegar lá. A atual vendas no Reino Unido de Outubro de 2011, estão em mais de 1.032.000 cópias. A canção saltou 7-1 sobre a Canadian Hot 100 em de 09 de outubro de 2010. Em 12 de outubro de 2010, Bruno Mars conseguiu seu terceiro número um no Top 40 holandês, depois de Nothin' On You e Billionaire, e alcançou 11 semanas no número um nos Países Baixos em 20 de dezembro. A canção também alcançou o número um na Austrália e disco de platina triplo pela Australian Recording Industry Association.

## Videoclipe
O vídeo da música foi filmado em setembro de 2010. O vídeo apresenta a atriz peruana Nathalie Kelley. O vídeo começa com Nathalie ouvindo Just the Way You Are em seu Walkman quando Bruno caminha e interrompe o toca-fitas, remove a fita cassete e começa a cantar sua canção. Como a parte instrumental da canção começa, Bruno puxa a mídia fora da fita cassete e organiza os meios de comunicação em letras formando o nome dele seguido do título da música. Enquanto a música continua, ele forma uma imagem de um tambor, novamente em cima da mesa, usando a mídia de fita. Imagens adicionais de construção similar seguem durante todo o vídeo, incluindo um retrato de Bruno, bem como um de Nathalie piscar os olhos e sorrindo quando Bruno continua cantando. A maioria das imagens mostradas são animados, incluindo um sino que Bruno toca com os dedos na sincronização com o chimes perto do fim da canção. Por fim, Bruno termina a música cantando e tocando ao mesmo tempo um piano vertical, enquanto Nathalie sorri.

## Faixas
| Download digital |                        |         |  |
| N.º              | Título                 | Duração |  |
| 1.               | "Just the Way You Are" | 3:40    |  |

| Remix |                                            |         |  |
| N.º   | Título                                     | Duração |  |
| 1.    | "Just the Way You Are" (feat. Lupe Fiasco) | 3:58    |  |

| CD single |                                                |         |  |
| N.º       | Título                                         | Duração |  |
| 1.        | "Just the Way You Are"                         | 3:40    |  |
| 2.        | "Just the Way You Are" (Skrillex Batboi Remix) | 3:50    |  |

## Desempenho nas tabelas musicais

### Posições
| Tabelas musicais (2010)                | Melhor posição |
| -------------------------------------- | -------------- |
| Singles Top 50                         | 1              |
| Singles Top 75                         | 1              |
| - Canada Singles Top 100               | 1              |
| UK Singles Top 75                      | 1              |
| Billboard Hot 100                      | 1(4x)          |
| Billboard Radio Songs                  | 1              |
| Billboard Digital Songs                | 1              |
| Billboard Adult Contemporary           | 1              |
| - Brasil Singles top Billboard Top 100 | 1              |
| Mundo - World Singles Top 40           | 1              |

### Certificações
| País           | Certificação |
| -------------- | ------------ |
| Australia      | 4× Platina   |
| Austria        | Ouro         |
| Belgium        | Ouro         |
| Canada         | 3× Platina   |
| Denmark        | Platina      |
| Germany        | Platina      |
| Italy          | Ouro         |
| New Zealand    | 2× Platina   |
| United Kingdom | 4× Platina   |
| United States  | 4× Platina   |